# Bludenz (district)
Het politieke district Bezirk Bludenz in de Oostenrijkse deelstaat Vorarlberg bestaat uit een aantal gemeenten en één zelfstandige stad.

## Onderverdeling
| Steden 1. Bludenz (14.697) Marktgemeinden 1. Nenzing (5652) 2. Schruns (3715) | Gemeinden 1. Bartholomäberg (2233) 2. Blons (335) 3. Bludesch (2158) 4. Brand in Vorarlberg (709) 5. Bürs (3115) 6. Bürserberg (544) 7. Dalaas (1549) 8. Fontanella (473) 9. Gaschurn (1651) 10. Innerbraz (975) 11. Klösterle (767) 12. Lech am Arlberg (1466) 13. Lorüns (265) 14. Ludesch (2805) 15. Nüziders (4478) 16. Raggal (863) 17. Sankt Anton im Montafon (699) 18. Sankt Gallenkirch (2268) 19. Sankt Gerold (385) 20. Silbertal (873) 21. Sonntag (723) 22. Stallehr (272) 23. Thüringen (2157) 24. Thüringerberg (667) 25. Tschagguns (2335) 26. Vandans (2638) |